# Котляров, Ярослав Игоревич
Ярослав Игоревич Котляров (укр. Яросла́в І́горович Котляро́в; род. 19 ноября 1997, Енакиево, Донецкая область) — украинский футболист, вратарь клуба «Колхети-1913». Победитель Первой лиги Украины 2013/14 в составе клуба «Олимпик» (Донецк).

## Биография
Ярослав Котляров родился 19 ноября 1997 года, в городе Енакиево, Донецкой области, Украины. Сначала выступал в Енакиевском филиале академии футбольного клуба «Шахтёр» (Донецк), но в 12 лет перешёл в академию донецкого «Олимпика». В 2011 году выступал в составе «Олимпика» на футбольном турнире в городе Познань. В 2014 был переведён в основную команду «Олимпика». Дебютировал в матче Первой лиги Украины против краматорского «Авангарда».
В 2014 году стал чемпионом Первой лиги в составе донецкого «Олимпика». В Премьер-лиге Украины дебютировал лишь в сезоне 2016/17 в матче против львовских «Карпат», выйдя на замену вместо Заури Махарадзе.
В 2017 году был отдан в аренду в харьковский «Гелиос». За этот клуб Котляров сыграл 5 матчей и пропустил 9 голов. В 2018 году был отдан в аренду клубу «Судостроитель». За него он сыграл 6 матчей и пропустил 20 голов. Летом 2020 перешёл в «Кремень».

## Достижения
- «Олимпик» Донецк
  - Победитель Первой лиги Украины 2013/14

- «Кремень» Кременчуг
  - Победитель Второй лиги Украины 2018/19